# Clairton
Clairton é uma cidade localizada no estado norte-americano da Pensilvânia, no Condado de Allegheny.

## Demografia
Segundo o censo norte-americano de 2000, a sua população era de 8491 habitantes.
Em 2006, foi estimada uma população de 7963, um decréscimo de 528 (-6.2%).

## Geografia
De acordo com o United States Census Bureau tem uma área de 7,8 km², dos quais 7,2 km² cobertos por terra e 0,6 km² cobertos por água.

## Localidades na vizinhança
O diagrama seguinte representa as localidades num raio de 4 km ao redor de Clairton.